# Ourapteryx sambucaria
Ourapteryx sambucaria là một loài bướm đêm trong họ Geometridae.

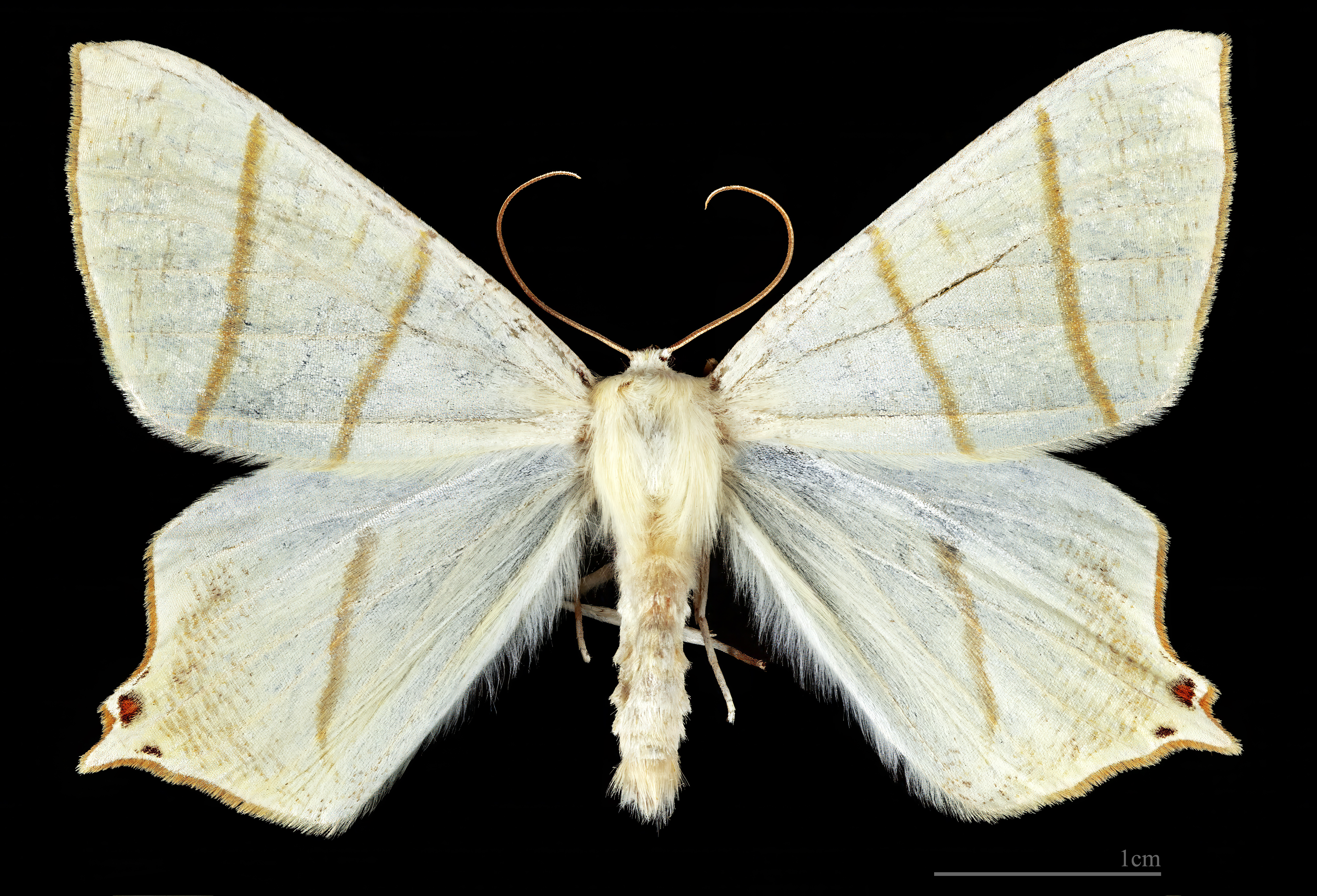
♂
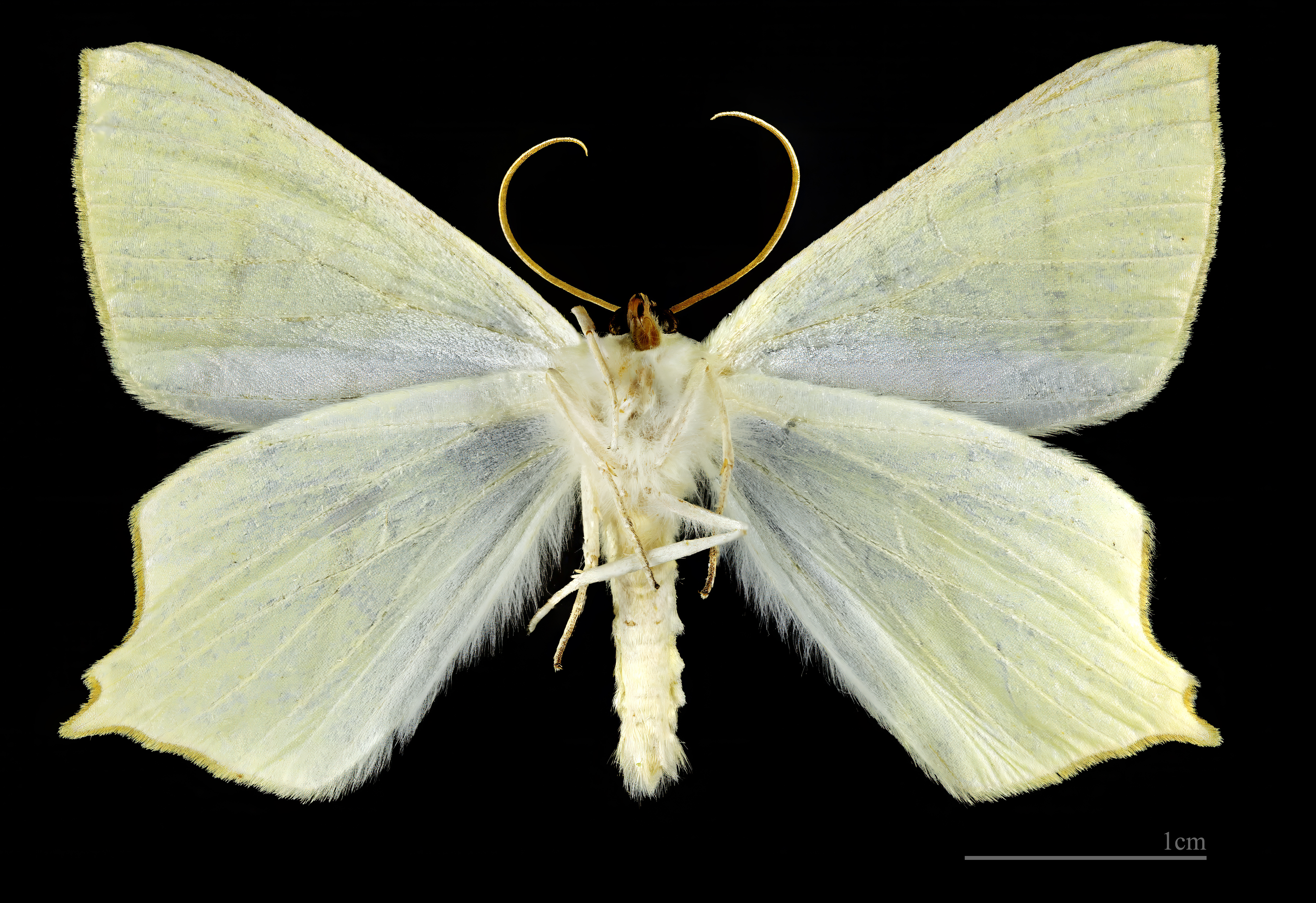
♂ △
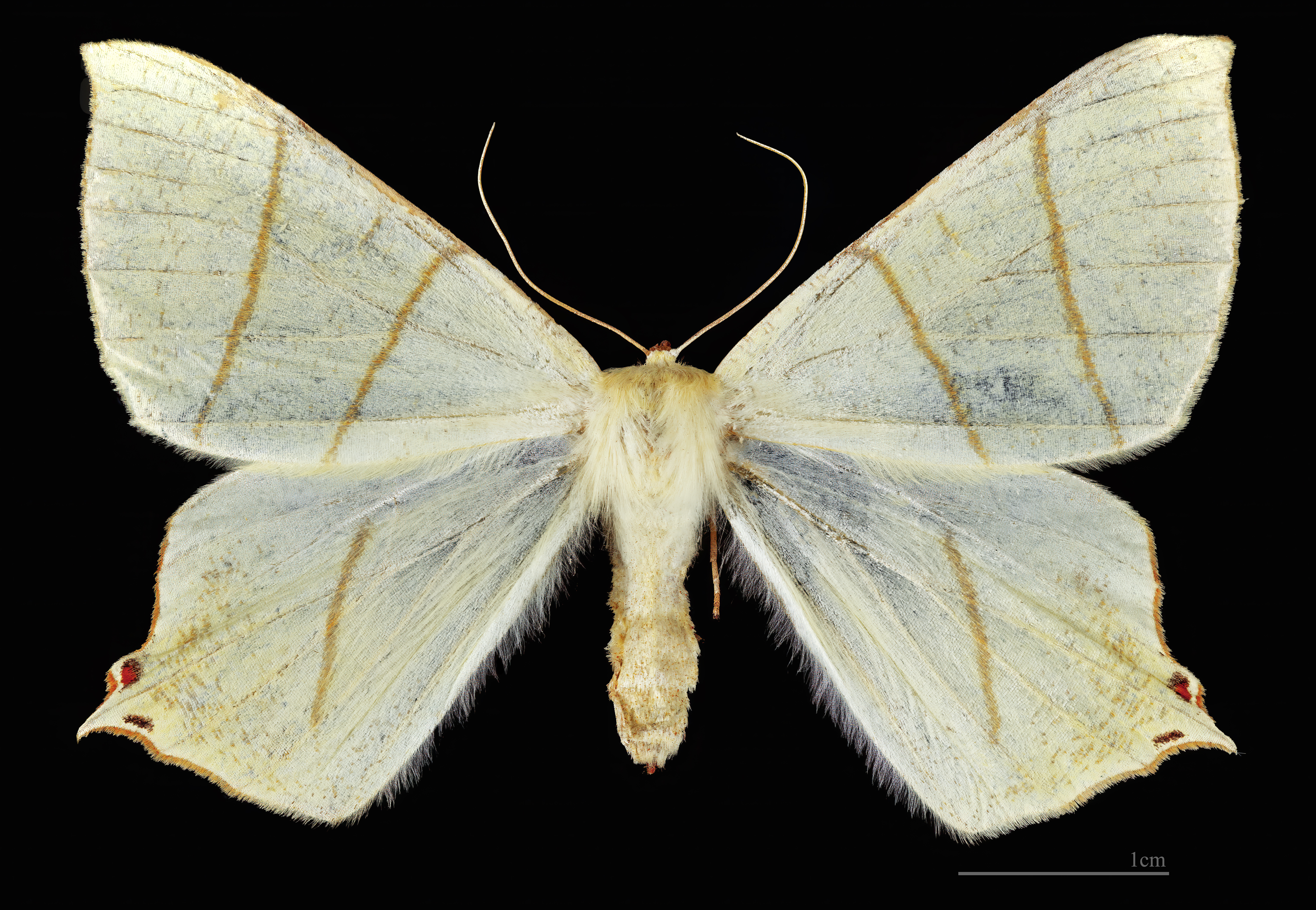
♀
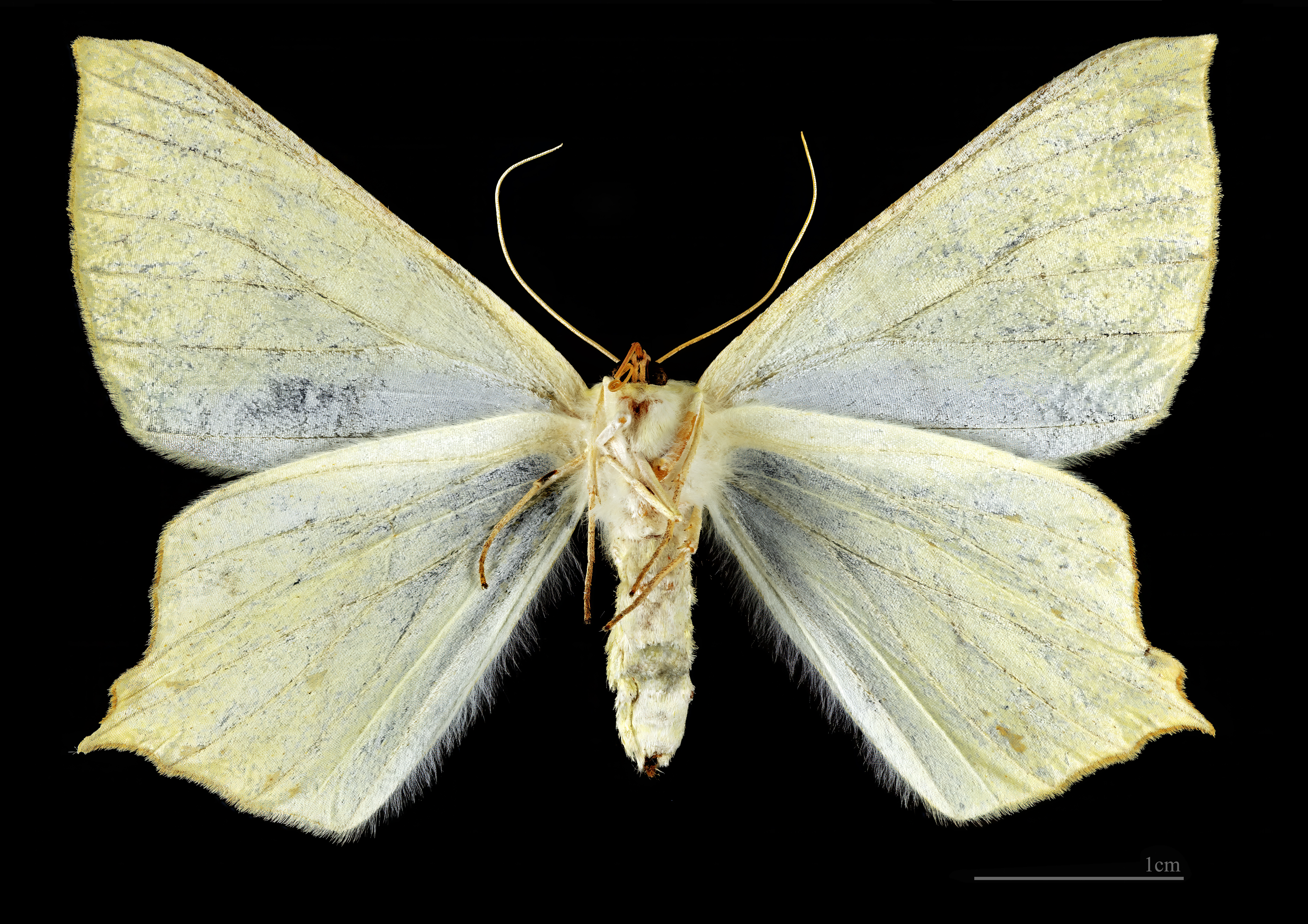
♀ △

## Hình ảnh

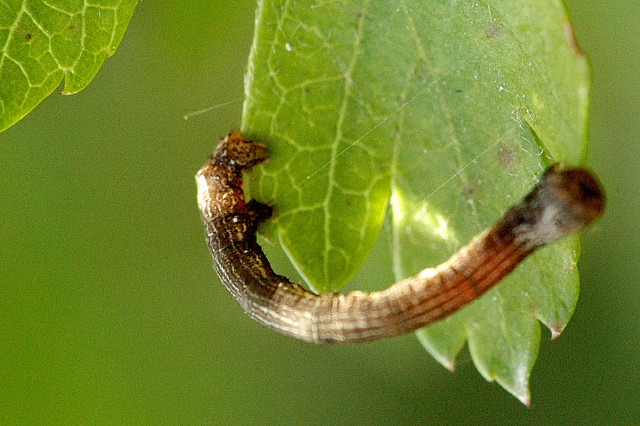
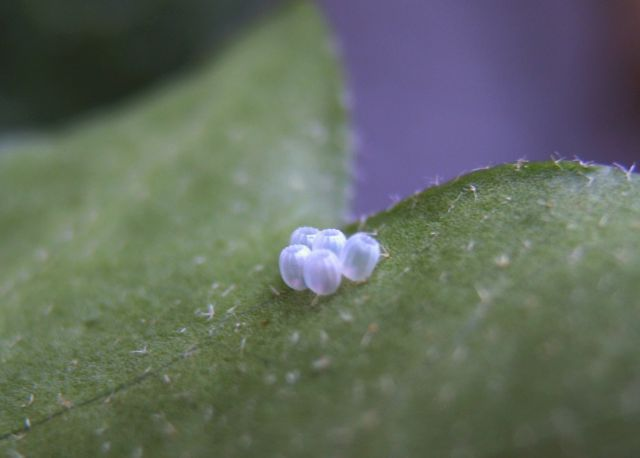
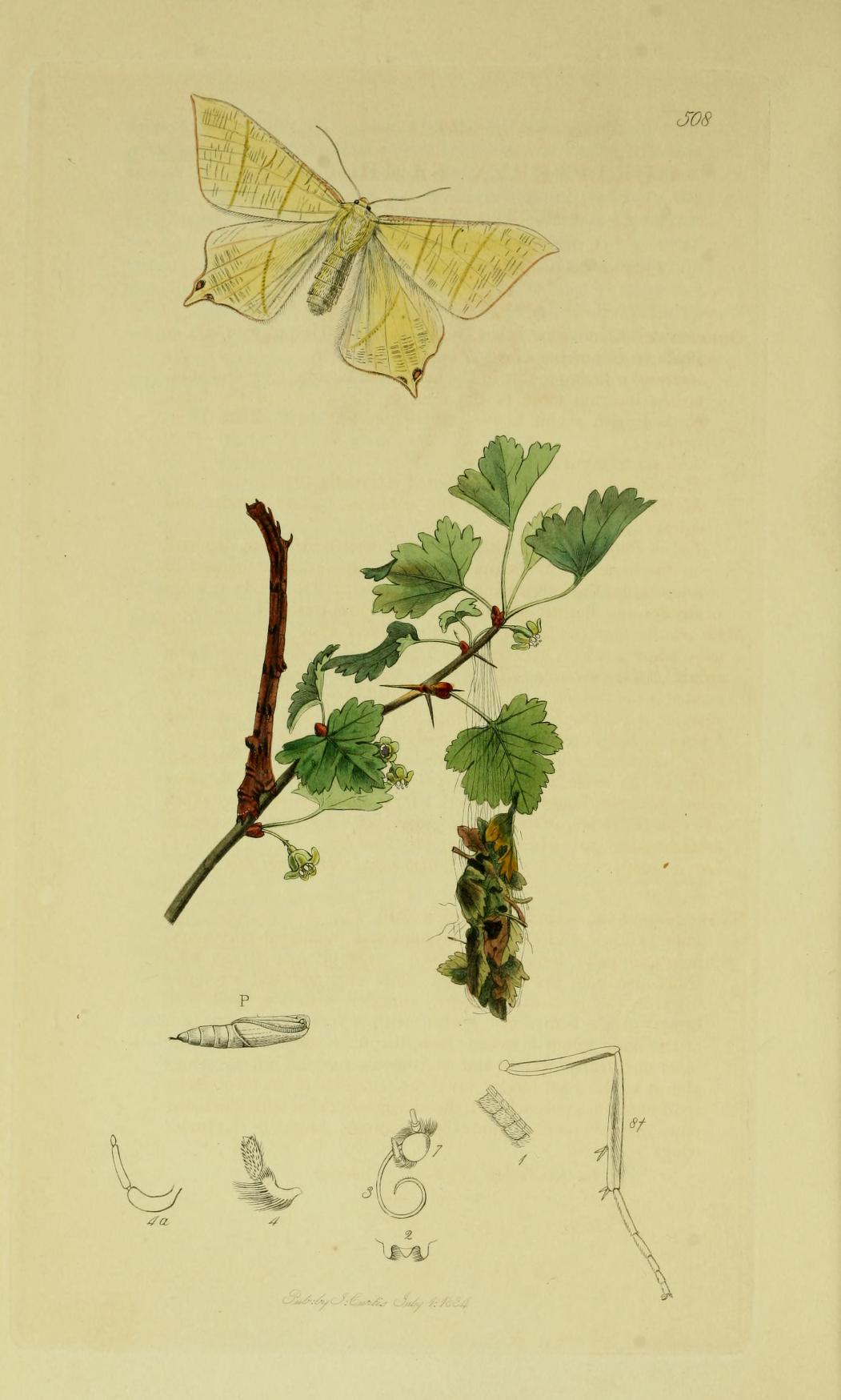